# CONCACAF Champions' Cup 1991
La CONCACAF Champions' Cup 1991 è stata la 27ª edizione della massima competizione calcistica per club centronordamericana, la CONCACAF Champions' Cup.

## Nord America

### Primo turno
| Squadra 1          | Totale | Squadra 2         | Andata  | Ritorno |
| ------------------ | ------ | ----------------- | ------- | ------- |
| Dandy Town Hornets | 3 - 4  | Brooklyn Italians | 3 - 1   | 0 - 3   |
| PHC Zebras         | 4 - 1  | A.A.C. Eagles     | 2 - 0   | 2 - 1   |
| Puebla F.C.        | bye    | {{{4}}}           | {{{6}}} | {{{7}}} |
| U. de G.           | bye    | {{{4}}}           | {{{6}}} | {{{7}}} |

### Secondo turno
| Squadra 1   | Totale | Squadra 2         | Andata | Ritorno |
| ----------- | ------ | ----------------- | ------ | ------- |
| Puebla F.C. | 4 - 1  | Brooklyn Italians | 2 - 0  | 2 - 1   |
| U de G      | w/o    | PHC Zebras        |        | {{{7}}} |

- PHC Zebras ritirata prima dell'andata.

### Terzo turno
| Squadra 1   | Risultato | Squadra 2 |
| ----------- | --------- | --------- |
| Puebla F.C. | 2 - 0     | U de G    |

## Centro America

### Primo turno
| Squadra 1          | Totale         | Squadra 2             | Andata | Ritorno |
| ------------------ | -------------- | --------------------- | ------ | ------- |
| Tauro Fútbol Club  | 5 - 0          | América Managua       | 5 - 0  | 0 - 0   |
| Deportivo Saprissa | 8 - 2          | Real Estelí           | 4 - 1  | 4 - 1   |
| L.D. Alajuelense   | 11 - 1         | C.D. Plaza Amador     | 4 - 1  | 7 - 0   |
| Duurly's           | 0 - 8          | C.D. Luis Ángel Firpo | 0 - 4  | 0 - 4   |
| Real C.D. España   | 6 - 0          | Acros Real Verdes     | 5 - 0  | 1 - 0   |
| CSD Municipal      | 3 - 6          | Alianza F.C.          | 2 - 5  | 1 - 1   |
| C.D. Motagua       | 2 - 2          | CSD Comunicaciones    | 1 - 1  | 1 - 1   |
| C.D. Motagua       | 0 - 1 (Replay) | CSD Comunicaciones    |        |         |

### Secondo turno
| Squadra 1                       | Totale | Squadra 2          | Andata  | Ritorno |
| ------------------------------- | ------ | ------------------ | ------- | ------- |
| Deportivo Saprissa              | 5 - 1  | Tauro Fútbol Club  | 3 - 1   | 2 - 0   |
| Alianza FC                      | 1 - 2  | Real C.D. España   | 0 - 1   | 1 - 1   |
| Club Deportivo Luis Ángel Firpo | 5-4    | CSD Comunicaciones | 2-0     | 3-4     |
| L.D. Alajuelense                | bye    | {{{4}}}            | {{{6}}} | {{{7}}} |

### Terzo turno
| Squadra 1                       | Totale | Squadra 2          | Andata | Ritorno |
| ------------------------------- | ------ | ------------------ | ------ | ------- |
| Real C.D. España                | 3 - 0  | L.D. Alajuelense   | 2 - 0  | 1 - 0   |
| Club Deportivo Luis Ángel Firpo | 2 - 4  | Deportivo Saprissa | 1 - 1  | 1 - 3   |

### Finale
| Squadra 1          | Totale | Squadra 2        | Andata | Ritorno |
| ------------------ | ------ | ---------------- | ------ | ------- |
| Deportivo Saprissa | 1 - 4  | Real C.D. España | 1 - 2  | 0 - 2   |

## Caraibi

### Primo turno
| Squadra 1                 | Totale | Squadra 2                | Andata  | Ritorno |
| ------------------------- | ------ | ------------------------ | ------- | ------- |
| Solidarité Scolaire       | 1-3    | Union Sportive Marinoise | 0-2     | 1-1     |
| Strikers F.C.             | 1-2    | Racing Club de Gônaïves  | 0-0     | 1-2     |
| AS Capoise                | 4-3    | RKVFC Sithoc             | 3-0     | 1-3     |
| Black Lions F.C.          | 1-2    | Scholars International   | 1-1     | 0-1     |
| S.V. SUBT                 | 0-6    | SV Transvaal             | 0-3     | 0-3     |
| Olympique du Marin        | 3-2    | SC Kouroucien            | 0-0     | 3-2     |
| Police F.C.               | 4-4    | Reno F.C.                | 2-1     | 2-3     |
| SV Robinhood              | 2-3    | Defence Force            | 1-0     | 1-3     |
| L'Etoile de Morne-à-l'Eau | bye    | {{{4}}}                  | {{{6}}} | {{{7}}} |

### Secondo turno
| Squadra 1               | Totale | Squadra 2                 | Andata  | Ritorno |
| ----------------------- | ------ | ------------------------- | ------- | ------- |
| Racing Club de Gônaïves | 3-4    | Union Sportive Marinoise  | 1-1     | 2-3     |
| AS Capoise              | 1-4    | L'Etoile de Morne-à-l'Eau | 1-1     | 0-3     |
| Police F.C.             | 4-0    | SV Transvaal              | 2-0     | 2-0     |
| Scholars International  | 0-7    | Defence Force             | 0-6     | 0-1     |
| Olympique du Marin      | bye    | {{{4}}}                   | {{{6}}} | {{{7}}} |

### Terzo turno
| Squadra 1                | Totale | Squadra 2                 | Andata  | Ritorno |
| ------------------------ | ------ | ------------------------- | ------- | ------- |
| Olympique du Marin       | 8 - 0  | L'Etoile de Morne-à-l'Eau | 5 - 0   | 3 - 0   |
| Defence Force            | 2-3    | Police F.C.               | 1 - 0   | 1 - 3   |
| Union Sportive Marinoise | Bye    | {{{4}}}                   | {{{6}}} | {{{7}}} |

### Quarto turno
| Squadra 1                | Totale | Squadra 2   | Andata  | Ritorno |
| ------------------------ | ------ | ----------- | ------- | ------- |
| Union Sportive Marinoise | 4 - 5  | Police F.C. | 3 - 2   | 1 - 3   |
| Olympique du Marin       | bye    | {{{4}}}     | {{{6}}} | {{{7}}} |

### Finale
| Squadra 1          | Totale | Squadra 2   | Andata | Ritorno |
| ------------------ | ------ | ----------- | ------ | ------- |
| Olympique du Marin | 4 - 5  | Police F.C. | 3 - 2  | 1 - 3   |

## CONCACAF Final Series

### Semifinale
8 settembre 1991
Stadio: Estadio Francisco Morazán
Città: San Pedro Sula, Honduras
| Squadra 1   | Risultato | Squadra 2   |
| ----------- | --------- | ----------- |
| Real España | 0 - 0     | Police F.C. |

15 settembre 1991
Stadio: Hasely Crawford Stadium
Città: Port of Spain, Trinidad e Tobago
| Squadra 1   | Risultato          | Squadra 2   |
| ----------- | ------------------ | ----------- |
| Police F.C. | 1 - 0 AGG. (1 - 0) | Real España |

 Puebla F.C. accede direttamente in Finale.

### Finale
| [[Puebla]] 1991-09-18                                                          | Puebla F.C. | –          | Police F.C. | Estadio Cuauhtémoc |
| \| \| \| \| \| Esparza 5’ Gelinski 34’ Silva 74’ \| Marcatori \| 59’ Alfred \| |             |            |             |                    |
|                                                                                |             |            |             |                    |
| Esparza 5’ Gelinski 34’ Silva 74’                                              | Marcatori   | 59’ Alfred |             |                    |

| [[ Marabella, Trinidad e Tobago]] 1991-09-24             | Police F.C. | –         | Puebla F.C. | Manny Ramjohn Stadium |
| \| \| \| \| \| Boissoen 70’ \| Marcatori \| 56’ Porto \| |             |           |             |                       |
|                                                          |             |           |             |                       |
| Boissoen 70’                                             | Marcatori   | 56’ Porto |             |                       |

## Campione
| CONCACAF Champions' Cup 1991 Campioni |
| ------------------------------------- |
| Messico (bandiera)                    |
| Puebla F.C. Primo Titolo              |